# Zhou Hang
Zhou Hang (chiń. 週航,; ur. 8 kwietnia 1993 w Harbinie) – chiński narciarz dowolny, specjalizujący się w skokach akrobatycznych. Jak dotąd nie startował na igrzyskach olimpijskich. Na mistrzostwach świata startował dwa razy lecz najlepszy wynik zanotował w Kreischbergu, gdzie zajął 4. miejsce w skokach akrobatycznych. Najlepsze wyniki w Pucharze Świata osiągnął w sezonie 2014/2015, kiedy to zajął 10. miejsce w klasyfikacji generalnej, a w klasyfikacji skoków akrobatycznych był 3.

## Osiągnięcia

### Mistrzostwa świata
| Miejsce | Dzień       | Rok  | Miejscowość | Konkurencja        | Zwycięzca        |
| ------- | ----------- | ---- | ----------- | ------------------ | ---------------- |
| 19.     | 4 lutego    | 2011 | Deer Valley | Skoki akrobatyczne | Warren Shouldice |
| 4.      | 15 stycznia | 2015 | Kreischberg | Skoki akrobatyczne | Qi Guangpu       |

### Puchar Świata

#### Miejsca w klasyfikacji generalnej
- sezon 2010/2011: 98.
- sezon 2011/2012: 50.
- sezon 2012/2013: 43.
- sezon 2013/2014: 85.
- sezon 2014/2015: 10.
- sezon 2016/2017: 20.

#### Miejsca na podium w zawodach
1. Voss – 17 marca 2012 (skoki) – 2. miejsce
2. Saint-Côme – 12 stycznia 2013 (skoki) – 3. miejsce
3. Pekin – 21 grudnia 2014 (skoki) – 2. miejsce
4. Lake Placid – 30 stycznia 2015 (skoki) – 2. miejsce
5. Lake Placid – 31 stycznia 2015 (skoki) – 1. miejsce
6. Pekin – 17 grudnia 2016 (skoki) – 3. miejsce
7. Mińsk – 25 lutego 2017 (skoki) – 3. miejsce
8. Moskwa – 4 marca 2017 (skoki) – 1. miejsce